# Тарра-Булга
Тарра-Булга (англ. Tarra-Bulga National Park) — национальный парк в штате Виктория, Австралия.

## Описание
Парк занимает площадь 15,22 км². Он имеет условно прямоугольную форму: максимальная длина по линии запад—восток — 7,9 км, север—юг — 3,2 км. Он расположен в южной части экономического сельского региона Гипсленд. Ближайший более-менее крупный населённый пункт — городок Яррам (ок. 14 км. по прямой), кроме того непосредственно у северных границ парка находится маленькое поселение Балук, живущее за счёт туризма. Вдоль северной и западной границ парка, кое-где даже заходя на его территорию, проходит автодорога C484, более известная как Дорога Гумбала. Геологически парк расположен на восточных отрогах небольшого горного хребта Стшелецкого. На территории парка проживает племя аборигенов гунаикурнаи.
История
В 1904 году был основан национальный парк Булга, занимавший территорию всего 0,2 км². В 1909 году статус «национальный парк» получила близлежащая территория «Долина Тарра», площадью 3,03 км². В дальнейшем оба парка постепенно укрупнялись, и 17 июня 1986 года они были объединены под нынешним названием Тарра-Булга и с площадью 15,22 км².

## Флора и фауна
Большая часть парка относится к типу «дождевой лес». В парке произрастает редкий вид гигантских деревьев — эвкалипт царственный, который считается самым высоким цветковым растением на Земле. Кроме того часто встречается ещё одно интересное дерево — нотофагус Каннингема. Много зарослей гигантских папоротников видов диксония антарктическая и циатея южная. Из прочих растений можно отметить акацию чёрную, растения рода помадеррис. Много грибов, особенно осенью.
В парке во множестве обитают птицы-попутчики, траурные какаду, восточная птица-бич, вороны-флейтисты, лирохвосты. В тёмное время суток можно встретить ночных жителей: поссумов, сов, летучих мышей.

## Достопримечательности
- Каскады водопадов Тарра и Сиатея.
- Подвесной мост Корригана через овраг с небольшой речкой.